# Fernando Alberto da Cunha Baptista de Lucena de Almeida e Vasconcelos
Fernando Alberto da Cunha Baptista de Lucena de Almeida e Vasconcelos (1927 — 1975) foi um militar com o posto de major e administrador colonial português, tendo sido governador de Diu. 

## Governador de Diu
Foi o último governador, tendo governado até 19 de dezembro de 1961  após a tomada da cidade pelas forças indianas.